# Karskär (Kökar, Åland)
Karskär är en ö i Åland (Finland). Den ligger i Skärgårdshavet och i kommunen Kökar i landskapet Åland, i den sydvästra delen av landet. Ön ligger omkring 54 kilometer öster om Mariehamn och omkring 230 kilometer väster om Helsingfors.
Öns area är 13,8 hektar och dess största längd är 490 meter i öst-västlig riktning. Ön höjer sig omkring 20 meter över havsytan.